# Tachycineta leucorrhoa
La golondrina cejiblanca o golondrina ceja blanca (Tachycineta leucorrhoa), es una especie de ave del género Tachycineta, de la familia Hirundinidae. Se distribuye en América del Sur.

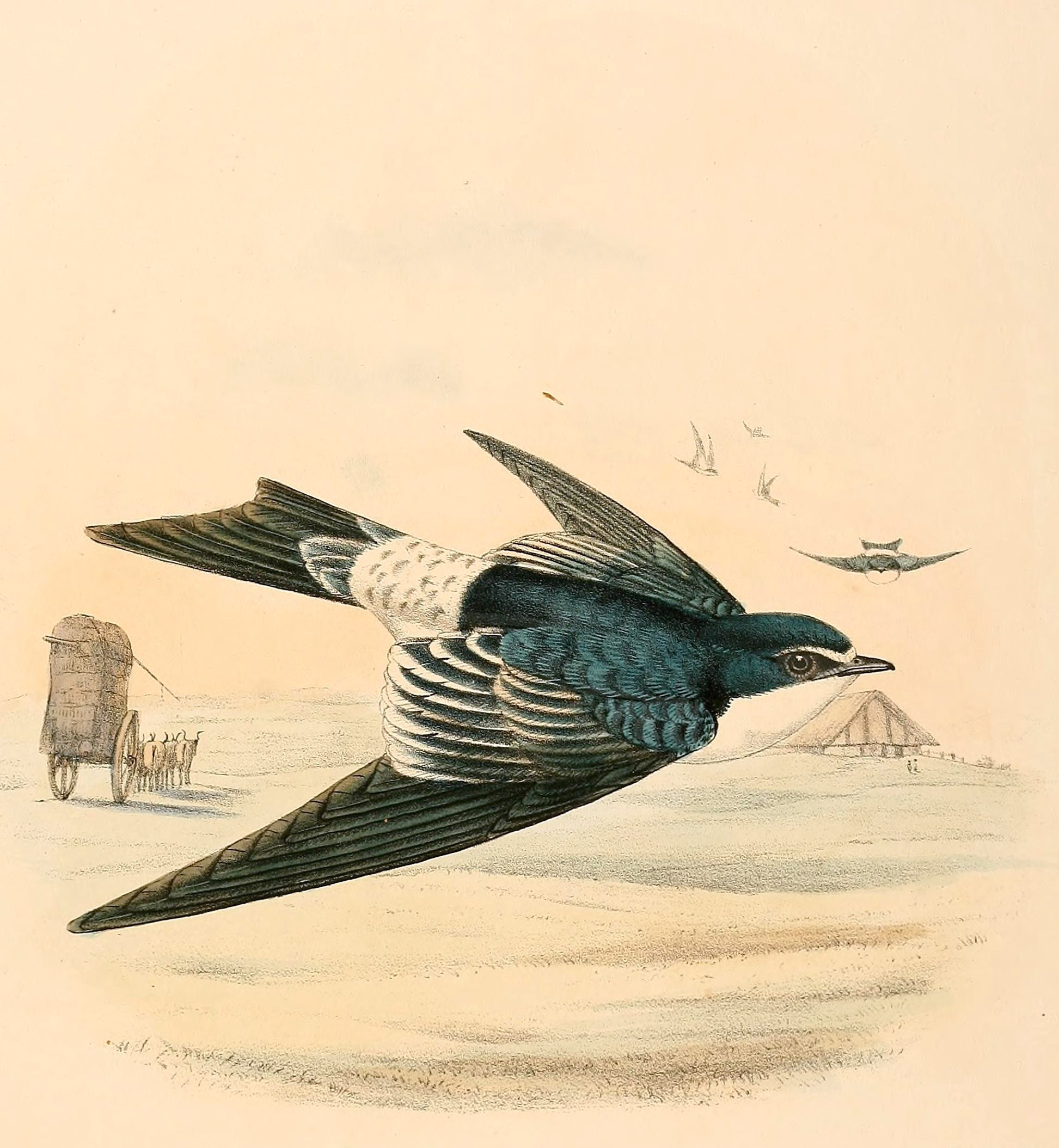
Tachycineta leucorrhoa en vuelo.

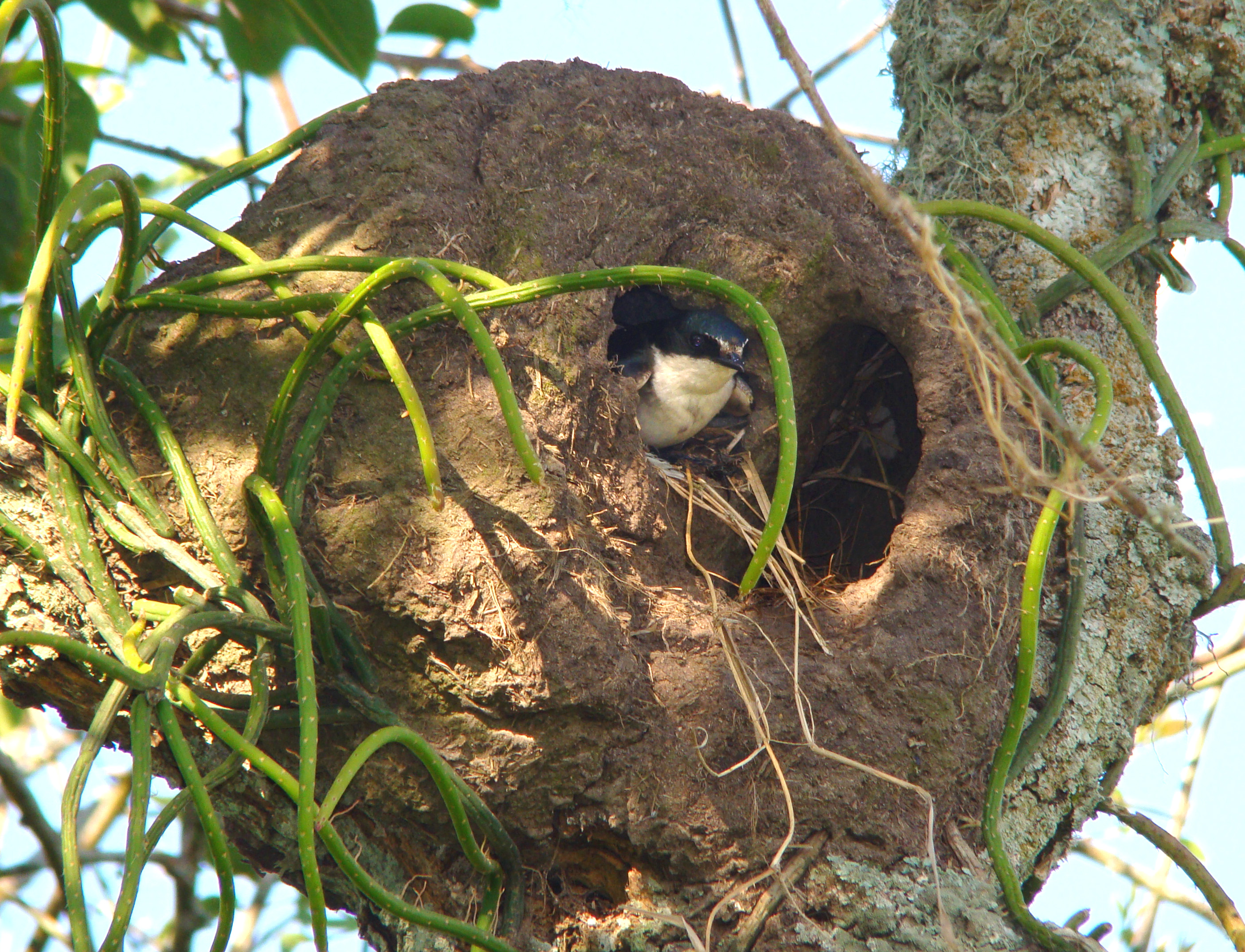
Tachycineta leucorrhoa empleando para nidificar un nido abandonado de hornero común (Furnarius rufus), en Río Grande del Sur, Brasil.

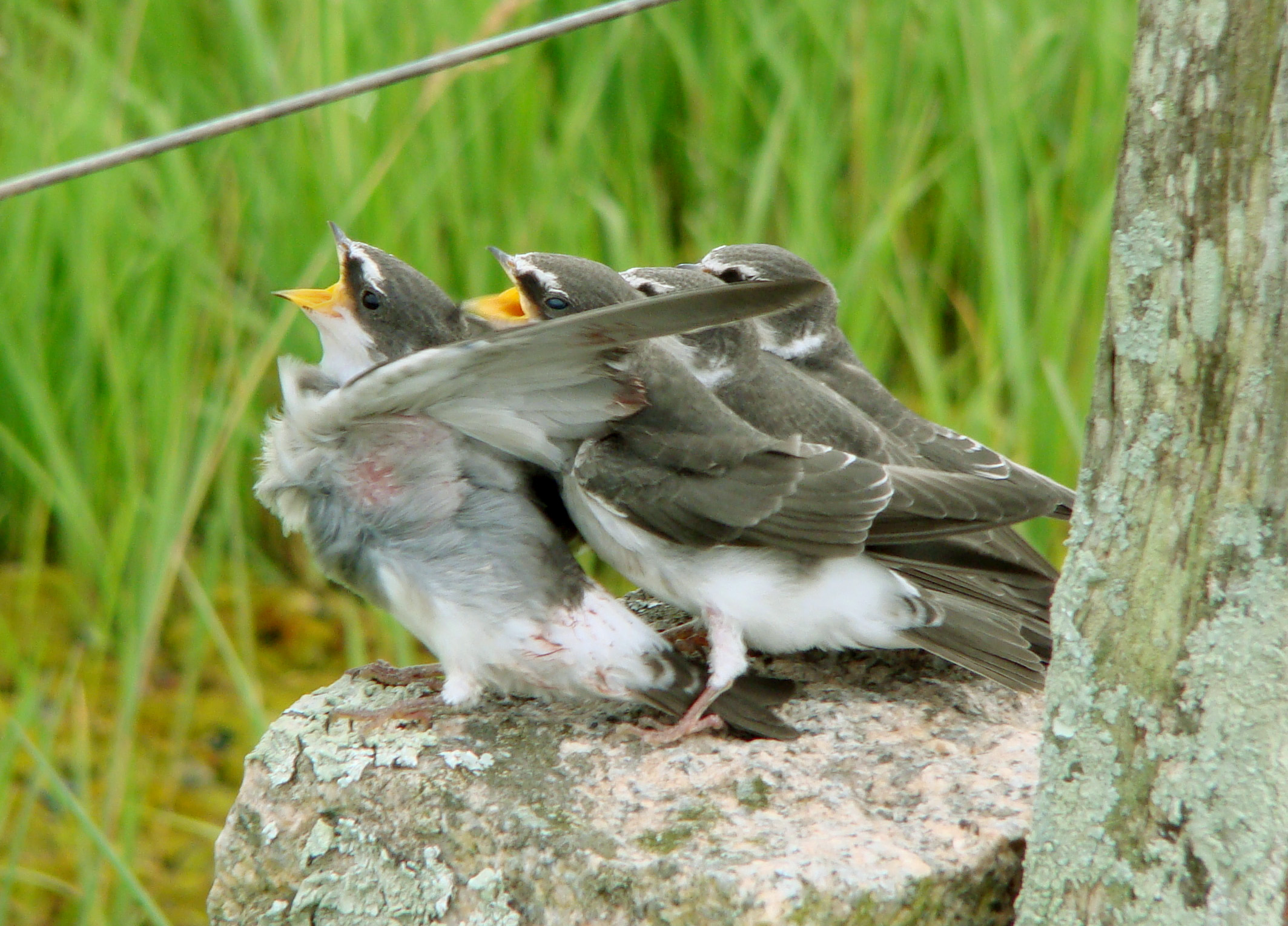
Juveniles de Tachycineta leucorrhoa en Río Grande del Sur, Brasil.

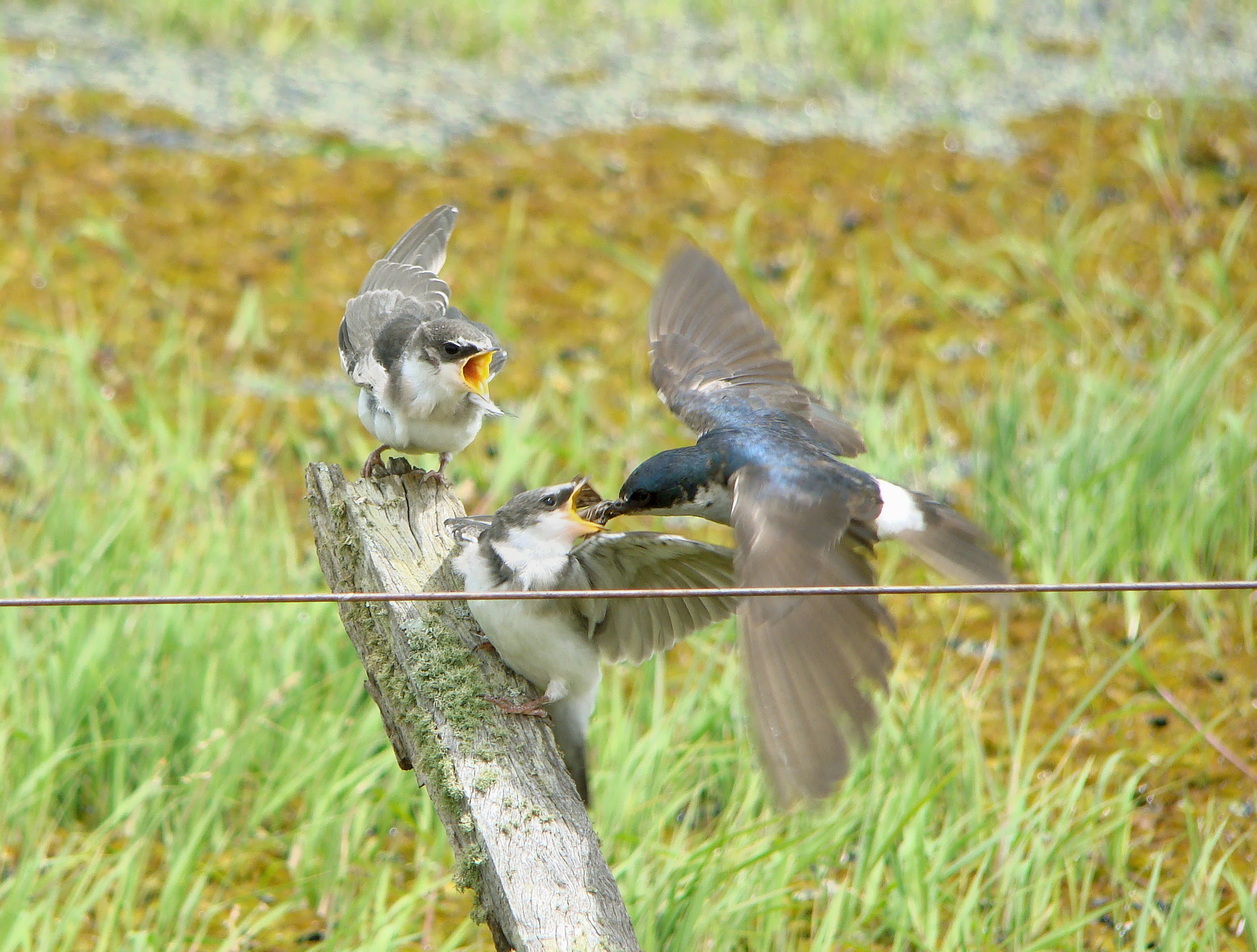
Tachycineta leucorrhoa adulto alimentando juveniles en Río Grande del Sur, Brasil.

## Distribución y hábitat
Esta especie se reproduce desde Bolivia y Brasil (Mato Grosso, Goiás, y Espírito Santo) hasta Paraguay, Uruguay, y el centro y norte de la Argentina. La mayor parte de su población austral migra al norte al aproximarse el invierno, llegando hasta el sudeste del Perú, el norte de Bolivia, y el norte de Brasil.
Esta golondrina habita generalmente en lugares abiertos, cerca del agua. Sus hábitats naturales son sabanas secas, subtropicales o tropicales, húmedas o estacionalmente inundadas, pastizales, áreas de cultivo, y bosques abiertos o muy degradados.  

## Descripción
El adulto es de 13 cm de largo. Presenta una fina ceja blanca que parte desde el pico. Es azul con leve brillo verdoso en la parte superior; blanco en la parte inferior, y la cola. Las tapadas alares son blancas —carácter diagnóstico—. Ambos sexos son similares, pero el plumaje de los jóvenes es de color gris pardo por encima, pero presentan igualmente la ceja blanca. 

## Costumbres
Esta golondrina se alimenta principalmente de insectos voladores. Normalmente se encuentran en parejas o en pequeños grupos. Su nido lo sitúa en el hueco de un árbol, o entre rocas o estructuras artificiales. Construye su nido, con plumas y algunas fibras vegetales; allí la hembra incuba sus blancos huevos.  

## Taxonomía
Esta especie monotípica fue descrita originalmente por el ornitólogo francés Louis Jean Pierre Vieillot en el año 1817, bajo el nombre científico de: Hirundo leucorrhoa. Su localidad tipo es: «Paraguay».
Integra una superespecie compuesta por 2 especies: Tachycineta leucorrhoa, y Tachycineta meyeni, las que durante muchos años fueron consideradas conespecíficas, en razón de similitudes en sus morfologías y voces, pero la comparación de sus secuencias de ADN apoya el tratamiento como especies separadas.
Las especies: Tachycineta leucorrhoa, Tachycineta bicolor, Tachycineta albilinea, Tachycineta stolzmanni, Tachycineta albiventer, y Tachycineta meyeni, a veces son colocadas en un género separado: Iridoprocne, pero estudios de sus ADN indican una estrecha relación de estos taxones con el clado formado por: Tachycineta thalassina, Tachycineta euchrysea, y Tachycineta cyaneoviridis, y por lo tanto, el agrupamiento de todos en un solo género.